# Karl Josef Ferber

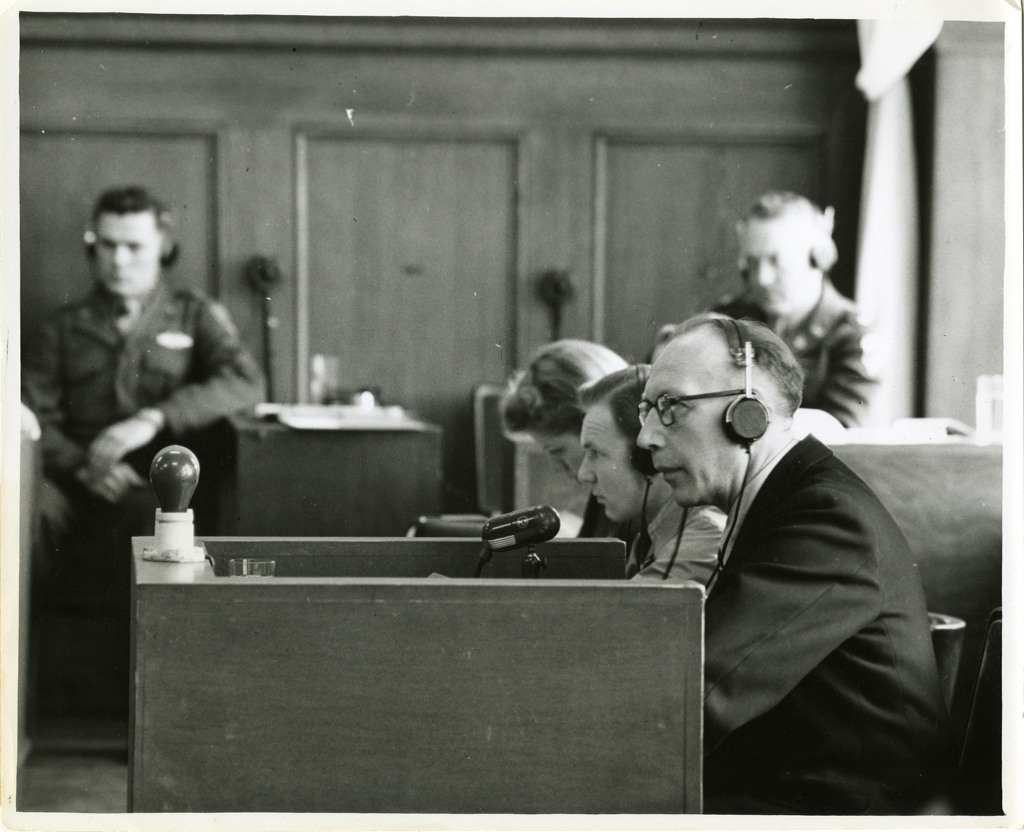
Karl Josef Ferber im Zeugenstand während des Nürnberger Juristenprozesses, 1. April 1947

Karl Josef Ferber, auch Karl Ferber, (* 26. September 1901 in Landau in der Pfalz; † nach 1971) war ein deutscher Jurist, der während des „Dritten Reichs“ als Richter am Sondergericht Nürnberg tätig war.

## Leben

### Jugend, Ausbildung und Wirken
Karl Josef Ferbers Vater war der aus Russland stammende Textilhändler Peter Juljewitsch Ferber, seine Mutter Dorothea war Hausfrau.
Ferber erhielt eine klassisch-humanistische Gymnasialausbildung. Nach dem Abitur an einem humanistischen Gymnasium studierte er Rechtswissenschaften in Würzburg, Heidelberg und München. Er arbeitete zunächst in einem Ludwigshafener Versicherungskonzern als Justiziar. 1934 wurde er zum Dr. jur. promoviert. 1935 wechselte er zur Staatsanwaltschaft Nürnberg, wo er 1937 in das politische Referat kam. In Nürnberg wurde er zum Landgerichtsrat ernannt, später wurde er Landgerichtsdirektor. 1942 wurde er Vorsitzender der Vierten Strafkammer des Landgerichts Nürnberg-Fürth, die auch politische Strafsachen verhandelte.
Ferber war seit 1934 förderndes Mitglied der SS. Zum 1. Mai 1937 trat Ferber in die NSDAP ein (Mitgliedsnummer 4.165.150). In seinem Nürnberger Wohnviertel betätigte er sich für die NSDAP als „Blockverwalter“ und Blockwart und sammelte Spenden für die Nationalsozialistische Volkswohlfahrt (NSV). Im Nebenberuf war er für das Rassenpolitische Amt der NSDAP tätig und überprüfte die Abstammungsurkunden von Heiratswilligen.
Im März 1942 wirkte Ferber als Berichterstatter und Beisitzender Richter am Sondergericht Nürnberg in dem unter dem Vorsitz von Oswald Rothaug geführten Schauprozess gegen den jüdischen Nürnberger Kaufmann Leo Katzenberger und die Fotografin Irene Seiler, denen Verstöße gegen das „Blutschutzgesetz“, im Fall von Leo Katzenberger auch ein Verstoß gegen die „Volksschädlingsverordnung“, zur Last gelegt wurden, mit. Ankläger in diesen Verfahren war der Nürnberger Staatsanwalt Hermann Markl. Anfängliche Bedenken Ferbers gegen eine Anklage Katzenbergers wies Rothaug mit den Worten zurück: „Der Sektor Justiz hat hier eine Aufgabe, die nur politisch zu lösen ist.“ Katzenberger wurde im März 1942 von Rothaug und den beiden Beisitzern Karl Josef Ferber und Heinz Hugo Hoffmann zum Tode verurteilt. Die Beratung des Gerichts war ungewöhnlich kurz; sie dauerte lediglich 20 Minuten. Ferber erklärte später: „Im vorliegenden Fall gab es ja nichts zu beraten“ für das Gericht. Im Prozess zeigte sich Ferber überzeugt, dass es zwischen Katzenberger und Irene Seiler „zum vollendeten Geschlechtsverkehr gekommen“ sei. Irene Seiler verkörperte für ihn aufgrund ihres „flatterhaften, quirligen Wesens“ den „Typus einer Bardame“, der „man in puncto Sexualität allerlei zutrauen konnte“. Er war gemeinsam mit Rothaug der Ansicht, dass für Katzenberger nur die Todesstrafe in Betracht käme. Später erklärte Ferber zu seiner Rechtfertigung, dass für ihn angesichts der anlaufenden Deportationen von jüdischen Bewohnern die Todesstrafe für Katzenberger „die einzige rechtsstaatliche Hilfe gegenüber der Willkür der SS“ dargestellt habe. Ferber übernahm auch die Abfassung und die schriftliche Ausfertigung des Urteils und verfasste die Urteilsbegründung. Als Grundlage hierzu dienten ihm Rothaugs Notizen. Aufgrund seiner „servilen“ Haltung gegenüber Rothaug wurde er in Nürnberger Richterkreisen spöttisch „Rothaugs Bürovorstand“ genannt.
Nach dem Wechsel Rothaugs zum Volksgerichtshof im Jahre 1943 wurde Ferber kurzzeitig Vorsitzender des Nürnberger Sondergerichts, wo er jedoch nach einiger Zeit wieder abgelöst wurde.

### Nachkriegszeit
Nach dem Ende des Zweiten Weltkriegs wurde Ferber aus dem Staatsdienst entlassen. Er fand bei einer Nürnberger Firma eine Anstellung als Exportkaufmann, die er, nach Ausführungen des Schwurgerichts Nürnberg in der Urteilsbegründung zum Urteil vom April 1968, Anfang 1968 verlor, und war danach als Rechtsberater in der Industrie tätig.
Im Rahmen des „Nürnberger Juristenprozesses“ bot sich Ferber im Jahre 1947 dem anklagenden US-Militärgericht als „Kronzeuge“ gegen Rothaug an. Sein Verhalten während der NS-Diktatur erklärte er mit der Aussage, er sei „damals dem Zeitgeist erlegen“. Ab Februar 1947 wurde Ferber im Nürnberger Justizpalast Mitarbeiter von Henry Einstein, einem Mitarbeiter der US-Anklagebehörde, und war als sachverständiger Hilfs-Assistent für die US-Anklagebehörde bei Vernehmungen und Verhören von ehemaligen Richtern, Staatsanwälten oder Ministerialbeamten tätig. Von März bis Oktober 1947 arbeitete er, mit einem eigenen Büro im Justizgebäude ausgestattet, ganztägig gegen Entgelt an der Prozessführung im Nürnberger Juristenprozess.
Im Jahre 1947 kam es im Nürnberger Zeugenhaus, einer von der US-Militärverwaltung beschlagnahmten Villa am Nürnberger Stadtrand im Stadtteil Erlenstegen, auch zu einer Wiederbegegnung zwischen Ferber und der Angeklagten Irene Seiler. Ferber erklärte nunmehr gegenüber Seiler, das Urteil sei damals „an den Haaren herbeigezogen“ worden. Auf Seilers direkte Nachfrage, warum er dann an einem solchen Urteil mitgewirkt habe, antwortete Ferber, so die Erinnerung Seilers, er habe „damit gar nichts zu tun gehabt“. Seine Beteiligung an der Ausfertigung des Urteils verschwieg er ebenfalls gegenüber Irene Seiler. Weiter erklärte Ferber später auch immer wieder, er habe dem Todesurteil nur unter dem Druck Rothaugs zugestimmt.
1948 gab Ferber in seinem Entnazifizierungsverfahren zunächst an, gegen das Katzenberger-Urteil gestimmt zu haben. In der Berufungsverhandlung im Mai 1951 korrigierte er seine Aussage mit den Worten: „In der Beratung habe ich nach Schluß nachgegeben, ich habe dagegen gesprochen, nicht gestimmt!“ Ferbers Entnazifizierungsverfahren endete mit einer Einstufung in die Gruppe II (Belasteter).

### Juristische Aufarbeitung
Im April 1960 leitete die Staatsanwaltschaft Nürnberg, kurz vor Ablauf der ab der Befreiung vom Nationalsozialismus berechneten Verfolgungsverjährung für Totschlag (damals 15 Jahre, erst 1969 auf 20 Jahre verlängert), ein Ermittlungsverfahren gegen Rothaug, Ferber und Hoffmann ein, wegen „Rechtsbeugung, vorsätzlicher Tötung und Beihilfe“. Ende 1967 legten die Nürnberger Staatsanwälte schließlich die Anklageschrift vor, in der Ferber und Hoffmann als Beschuldigte genannt wurden; Rothaug war Anfang Dezember 1967 verstorben. Im Frühjahr 1968 wurde vor dem Nürnberger Schwurgericht der Prozess gegen Ferber und Hoffmann eröffnet. Ferber erklärte, er habe sich im Jahre 1942 damit getröstet, dass der Richterspruch gegen Katzenberger „ja gar nicht so schlimm war, denn schließlich kam dann die Endlösung Himmlers“. Dagegen sei das Todesurteil „ja noch eine einfache Hinrichtung gewesen“. Im April 1968 wurden Ferber und Hoffmann wegen Totschlags in einem minder schweren Fall verurteilt. Ferber erhielt drei Jahre Gefängnis, Hoffmann wurde zu zwei Jahren Gefängnis verurteilt; ein Haftbefehl erging jedoch nicht. Das unterschiedliche Strafmaß begründete das Gericht mit der Tatsache, dass Ferber als Berichterstatter schon lange vorher „von dem Gang der Dinge unterrichtet war“, wohingegen Hoffmann nur als „stiller“ Beisitzer mitwirkte. Ferbers Schutzbehauptungen wurden vom Schwurgericht in seiner Urteilsbegründung deutlich und „hart“ zurückgewiesen. Nachdem die Staatsanwaltschaft, die eine Verurteilung wegen Mordes anstrebte, da die Richter aus niedrigen Beweggründen gehandelt hätten, und auch die Verteidigung Revision eingelegt hatten, hob der Bundesgerichtshof (BGH) im August 1970 das Nürnberger Ersturteil auf und verwies die Sache an das Schwurgericht zurück. Zu einem Revisionsverfahren kam es aufgrund einer ärztlich attestierten Verhandlungsunfähigkeit wegen „Altersverfalls“ nicht mehr. Bei Ferber waren Verkalkungen im Gehirn und schwere Gelenkveränderungen der Wirbelsäule festgestellt worden.
Über den weiteren Lebensweg Ferbers nach 1971 ist öffentlich nichts bekannt.